# Goumang

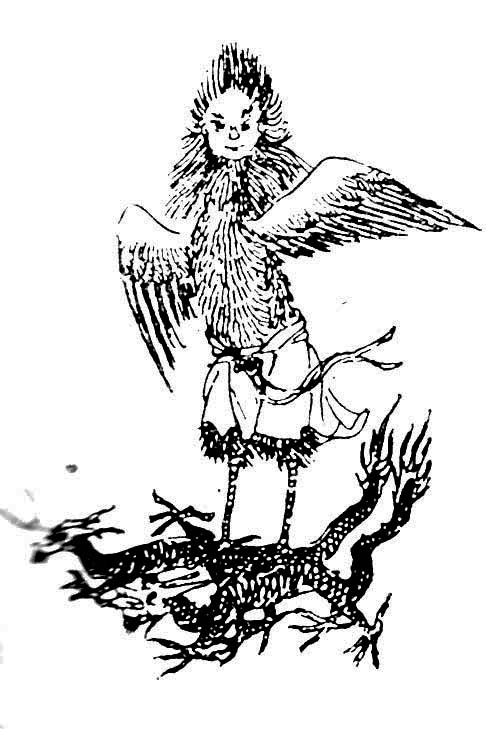
Goumang, Darstellung aus dem 18. Jahrhundert

Goumang (chinesisch 句芒, Pinyin Gōumáng) war eine untergeordnete Gottheit der chinesischen Mythologie. Er gehörte zum Clan des Urkaisers Fuxi, in seinen Zuständigkeitsbereich fielen der Frühling, sprießende Pflanzen sowie Bäume und Holz.

## Herkunft
Goumang wird erstmals im Zuozhuan erwähnt, einem Geschichtswerk aus dem 4. Jahrhundert v. Chr., und zwar in dem Kapitel über Fürst Zhao von Lu (昭公, 541–510 v. Chr.): „In alter Zeit gab es Beamte, von denen jeder für eines der Fünf Elemente zuständig war, die sogenannten Fünf Beamten. Der Holzbeamte hieß Goumang, der Feuerbeamte hieß Zhurong ... .“ In etwas anderer Funktion findet sich Goumang im Buch der Riten, einem konfuzianischen Klassiker aus dem 2. Jahrhundert v. Chr., in dem die höfischen Riten während der Zhou-Dynastie beschrieben werden. Dort heißt es in dem Kapitel „Regierung in den verschiedenen Monaten“: „Der Herrscher des 1. Frühlingsmonats (孟春, etwa Februar) ist Fuxi, seine Gottheit ist Goumang.“ Der einflussreiche Kommentator Zheng Xuan (127–200) schreibt hierzu, Goumang wäre Chong (重), einer der Söhne von Shaohao, einem angeblich um 2600 v. Chr. regiert habenden Kaiser, der wiederum ein Sohn des Gelben Kaisers gewesen sein soll. Auch Zheng Xuan bezeichnet Goumang als Holzbeamten.
Im Shanhaijing, dem „Klassiker der Berge und Meere“ aus der Zeit der Streitenden Reiche (475–221 v. Chr.) wird Goumang nur kurz als Himmelsrichtungs-Gottheit erwähnt. In Kapitel 9 heißt es: „Im Osten lebt Goumang, er hat den Körper eines Vogels und den Kopf eines Menschen und er reitet auf zwei Drachen.“ Einige kleine Jadeplastiken der neolithischen Qujialing-Kultur in Hubei werden manchmal als Darstellungen Goumangs interpretiert.
Mozi, ein Philosoph des 5. Jahrhunderts v. Chr., der selbst nicht an Götter glaubte, sondern Götterglauben als nützliches Mittel zur Durchsetzung moralischer Standards empfahl, assoziierte in seinem Werk „Geister verstehen“ (明鬼) Goumang als Frühlingsgottheit mit dem Leben – Goumang gewährt einem tugendhaften Herrscher im Auftrag des Himmelskaisers 19 zusätzliche Lebensjahre.

## Heutige Bedeutung
Goumang hat heute keinerlei religiöse Bedeutung mehr. Er hat keine Tempel, ihm wird nicht geopfert, er wird nicht über Orakel um Rat gefragt. Am 4. August 2022 wurde jedoch nach einer von der Nationalen Raumfahrtbehörde Chinas durchgeführten Online-Befragung der an jenem Tag gestartete Festland-Ökosystem-Kohlenstoff-Überwachungssatellit nach Goumang benannt. Der Satellit soll die Pflanzendecke und deren Kohlenstoffspeicherung vermessen und überwachen, um so der chinesischen Regierung die nötigen Daten für das angestrebte Erreichen der CO2-Neutralität im Jahr 2060 zu liefern.